# Horváth Zsigmond (tanfelügyelő)
Vezekényi Horváth Zsigmond (Alberti (Pest megye), 1837. május 5. – Budapest, 1884. június 13.) volt gimnáziumi tanár és királyi tanfelügyelő, klasszikafilológus.

## Élete
Kitűnő tehetség volt és jeles filológus (az újgörög nyelvet folyékonyan beszélte); de állhatatlan természete miatt sehol sem volt maradása. 1861-től helyettes, 1863-tól pedig rendes tanár volt a pesti evangélikus gimnáziumban, ahol 1869-ben rövid ideig mint helyettes igazgató is működött. Az 1870-es évek elején egész családjával Oroszországba költözött, ahol nyolc évig Szentpétervárott élt, mint egyik császári felsőbb tanintézet tanára. Midőn haza jött, 1879 szeptemberében kinevezték ideiglenes tanfelügyelőnek Szolnok-Doboka megyébe. De ez állásában sem maradhatott meg. Olynemű viszályok és rendetlenségek fordultak elő kerületében, hogy felfüggesztették állásától. Ekkor közel elzülléséhez betegesen élt a fővárosban; többször kellett rajta gégemetszést végrehajtani. Meghalt 1884. június 13-án Pesten a Rókus-kórházban. Temetéséről régi barátja Keleti Károly gondoskodott.
Programmértekezései a pesti ág. ev. gymnasium Értesítőjében (1861. Kivánatos-e a most élő görögök népnyelvének tudása a régi írók helyes megértésére és magyarázására?; 1863. és 1864. A görög dialektusok rövid ismertetése nyelvtörténeti szempontból.) Czikke a Budapesti Közlönyben (1871. 90. sz. Az úgynevezett byzanti szent-kép festészetről.)

## Munkái
- Görög nyelvtan 1. rész. Alaktan. 2. rész. Mondattan. Pest. 1865-66. (1. rész 2. kiadás. Pest. 1871.)
- Latin prosodia es metrika. Pest, 1867.
- Plato, Socrates védelme és Kritója. Magyarázta. Pest. 1867. (2. k. Pest, 1875. Görög és latin remekírók 1.)
- Chrestomatia Xenophon Cyropaediája, Anabasisa és Socrates nevezetességeiből. Magyarázta Schenkl Károly, ford. Pest, 1867. (2. k. Pest, 1874. Görög és latin remekírók 2., Ism. Egyet. Philol. Közlöny 1885.)
- Siebelis János, Tirocinium poeticum, vagyis olvasmányok latin költőkből kezdők számára, ford. Pest, 1867.

Szerkesztette a Budapesti Tanáregylet Közlönyét 1867-ben áprilistól decemberig.